# Капасовское сельское поселение
Капасовское се́льское поселе́ние — упразднённое муниципальное образование в Атяшевском районе Мордовии Российской Федерации.
Административный центр — село Капасово.

## История
Статус и границы сельского поселения установлены Законом Республики Мордовия от 28 декабря 2004 года № 116-З «Об установлении границ муниципальных образований Атяшевского муниципального района, Атяшевского муниципального района и наделении их статусом сельского поселения, городского поселения и муниципального района».
Законом от 17 мая 2018 года N 35-З Капасовское сельское поселение и сельсовет были упразднены, а входившие в их состав населённые пункты были включены в состав Атяшевского сельского поселения и сельсовета с административным центром в селе Атяшево.

## Население
| 2002 | 2010 | 2012 | 2013 | 2014 | 2015 | 2016 |
| ---- | ---- | ---- | ---- | ---- | ---- | ---- |
| 500  | ↘385 | ↘371 | ↘360 | ↘331 | ↘314 | ↘304 |
| 2017 | 2018 |      |      |      |      |      |
| ↘293 | ↘277 |      |      |      |      |      |

## Состав сельского поселения
| № | Населённый пункт | Тип населённого пункта       | Население |
| - | ---------------- | ---------------------------- | --------- |
| 1 | Капасово         | село, административный центр | ↘385      |
| 2 | Пашино           | посёлок                      | ↘0        |